# Cinéma surinamien

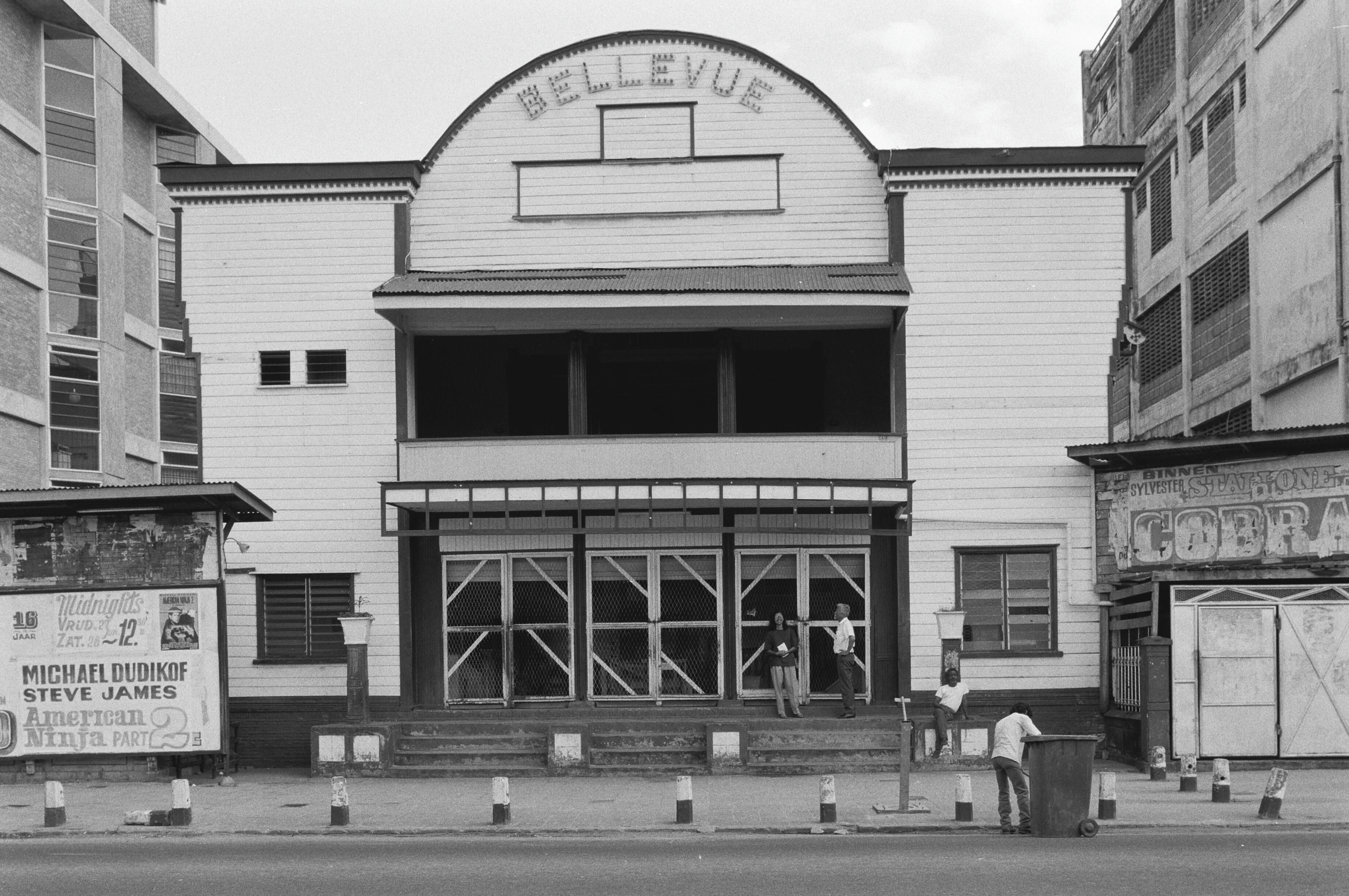
Cinéma Bellevue, pendant des années l'un des trois cinémas de Paramaribo.

Le cinéma surinamien ou cinéma surinamais est l'ensemble de la production de films dans l'état sud-américain du Suriname, situé entre la Guyana et la Guyane française, notoirement avec de faibles moyens. Depuis sa sécession des Pays-Bas (en tant qu'ancienne colonie) en 1975, la plupart des longs métrages réalisés à ce jour l'ont été avec l'aide de financiers et de donateurs néerlando-américains. Depuis l'essor de l'internet à la fin des années 1990 (1990-1999), de nombreux films amateurs se sont retrouvés sur des vidéos, des DVD et des services en ligne de vidéos à la demande.
Depuis 2002, The Back Lot a organisé plusieurs festivals du film au Suriname. Le Festival international du long métrage (IFFR Flies Paramaribo) a lieu chaque année en avril et le Festival international du documentaire (IDFA FLies Tropics) a lieu en décembre. Depuis 2016, le festival du film chinois (Chineese filmfestval) se tient également chaque année à Paramaribo. Le cinéma Tower (nl) (1948-1998), le cinéma Thalia (nl), le cinéma Star, le cinéma Luxor (nl) et le cinéma Bellevue ont été pendant de nombreuses années les seules salles de cinéma à Paramaribo.

## Premiers films
Depuis les années 1930 (1930-1939), un marché d'exportation de films hindoustanis a vu le jour. Ces films n'étaient autorisés qu'aux Surinamiens hindoustanis et les autres groupes de population n'avaient pas accès à ces projections. Lorsque le film Purab Aur Paschim (1970) est sorti, il y a même eu des troubles au sein de la population qui voulait voir le film, après quoi le marché des films d'exportation américains s'est rapidement ouvert. Le premier film connu sur le Suriname est le documentaire Faja Lobbi (nl) de Herman van der Horst (nl), réalisé en 1960, qui montre l'intérieur du pays et ses divers groupes de population. En 1974, le long métrage Operation Makonaima, une production américaine dont l'action se déroule en grande partie au Suriname, a été réalisé par Ramdjan Abdoelrahman. La même année est sorti le film Dakota (nl) de Wim Verstappen, dans lequel un avion doit effectuer un atterrissage risqué dans la jungle. En 1976, Pim de la Parra a réalisé Wan Pipel (nl), un film qui symbolise encore aujourd'hui la sécession des Pays-Bas et qui est diffusé à la télévision nationale chaque année à l'occasion de la fête de l'indépendance,.
Après les premiers films professionnels, aucun film surinamien sérieux n'est apparu dans les années 1980 et 1990. Au milieu des années 1990, après plus de 20 ans, quelques films semi-amateurs tels que Mister Drunkard (1996) de Louis Vismale et Romeo Starke sont sortis et, en 1998, la comédie légère Gespannen Borsten de John Slagveer, tous des films sans budget ou à budget réduit. En 2001, il y a eu Mustafa de Nizamali Ozir, qui raconte l'histoire d'une famille heureuse qui perd soudainement son père. Les téléfilms Paramaribo Papers (nl) (2002) et Bolletjes Blues (nl) (2006) se déroulent également au Suriname et ont pour thèmes la corruption et la drogue. En 2004, le documentaire bien accueilli de Hans Heijnen Het Surinaamse Legioen et Madame Jeanette (nl) (2004) de Paula van der Oest sont sortis. Le film se déroule à Amsterdam mais suit les problèmes entre les familles surinamaises d'origine créole et hindoustanie. Le premier film pour la jeunesse Sjommie (2004) a été réalisé par Ruby Pocorni (nl), avec Diego Nurse et Xavier Rijger. En 2006, le premier film issu de la Surinaamse Film Academie est sorti, intitulé Het geheim van de Saramacca rivier. La petite production américaine Let each one go where he may (2009) de Ben Russel suit l'histoire de deux hommes qui quittent la ville pour s'installer dans la jungle.
Jean van de Velde a sorti en 2013 Le Prix de la liberté (nl) d'après le roman de Cynthia McLeod, sur le Suriname du XVIIIe siècle et le lien entre deux demi-sœurs pendant l'esclavage. Le court-métrage Suriname Gold (2014) du Brésilien Paolo Testolini a été bien accueilli au niveau international. Lobi Singi (2015) de Suleigha Winkel, raconte l'histoire d'un jeune homme qui suit son amant au Suriname. Tuintje in mijn hart (nl) (2017) de Marc Waltman est une comédie légère sur deux demi-frères, Sing Song (nl) (2017) de Mischa Kamp est un film musical pour la jeunesse. Le film d'épouvante à petit budget du réalisateur Sasra, All Alone (2018), a été réalisé pour 6 000 dollars américains.

## Vidéos à la demande
Depuis l'émergence des services de vidéo, de DVD et de streaming, un marché cinématographique prospère a vu le jour au Suriname, tant au niveau amateur qu'artistique. Par exemple, trois suites de la comédie de John Slagveer Gespannen Borsten sont déjà sorties et les films déjà sortis intitulés Suriname (2011) de Kitty Guicherit-van Dijk, Dirty Money (2016) de H. van Hetten, Djakata (2015), Welles (2017) et Wiren (2018) d'Ivan Tai-Apin (nl) ont été bien accueillis sur les services de video à la demande et ont été projetés lors de divers festivals du film dans le monde entier. Kodjo en Mofina est un projet de film sur l'esclavage au Surinam.

## Personnalités du cinéma surinamien
- Pim de la Parra
- Ramdjan Abdoelrahman (nl)
- Frank Zichem (nl)
- Marianne Cornet (nl)
- Hilkia Lobman (nl)
- Diana Gangaram Panday (nl)
- Borger Breeveld (nl)
- Manoushka Zeegelaar-Breeveld
- Kenneth Herdigein
- Jetty Mathurin (nl)
- Sharda Ganga (nl)
- Cindy Kerseborn (nl)
- Ivan Tai-Apin (nl)
- Ruby Pocorni (nl)
- Kavita Ramphal (nl)